# Некрасовці
Некра́совці (рос. Некрасовцы) — присілок в Балезінському районі Удмуртії, Росія.

## Населення
Населення — 19 осіб (2010; 25 в 2002).
Національний склад станом на 2002 рік:
- росіяни — 84 %